# Cantone di Luneray
Il Cantone di Luneray è una divisione amministrativa degli arrondissement di Dippe e di Rouen.
È stato istituito a seguito della riforma dei cantoni del 2014, che è entrata in vigore con le elezioni dipartimentali del 2015.

## Composizione
Comprende i comuni di:
- Anneville-sur-Scie
- Auffay
- Auppegard
- Auzouville-sur-Saâne
- Avremesnil
- Bacqueville-en-Caux
- Beautot
- Beauval-en-Caux
- Belleville-en-Caux
- Belmesnil
- Bertreville-Saint-Ouen
- Bertrimont
- Biville-la-Baignarde
- Biville-la-Rivière
- Le Bois-Robert
- Brachy
- Calleville-les-Deux-Églises
- Le Catelier
- Les Cent-Acres
- La Chapelle-du-Bourgay
- La Chaussée
- Criquetot-sur-Longueville
- Crosville-sur-Scie
- Dénestanville
- Étaimpuis
- La Fontelaye
- Fresnay-le-Long
- Gonnetot
- Gonneville-sur-Scie
- Greuville
- Gruchet-Saint-Siméon
- Gueures
- Gueutteville
- Hermanville
- Heugleville-sur-Scie
- Imbleville
- Lamberville
- Lammerville
- Lestanville
- Lintot-les-Bois
- Longueville-sur-Scie
- Luneray
- Manéhouville
- Montreuil-en-Caux
- Muchedent
- Notre-Dame-du-Parc
- Omonville
- Rainfreville
- Royville
- Saâne-Saint-Just
- Saint-Crespin
- Saint-Denis-sur-Scie
- Saint-Germain-d'Étables
- Saint-Honoré
- Saint-Maclou-de-Folleville
- Saint-Mards
- Saint-Ouen-du-Breuil
- Saint-Ouen-le-Mauger
- Saint-Pierre-Bénouville
- Saint-Vaast-du-Val
- Saint-Victor-l'Abbaye
- Sainte-Foy
- Sassetot-le-Malgardé
- Sévis
- Thil-Manneville
- Tocqueville-en-Caux
- Torcy-le-Grand
- Torcy-le-Petit
- Tôtes
- Val-de-Saâne
- Varneville-Bretteville
- Vassonville
- Vénestanville